# 郭子化
郭子化（1895年—1975年12月23日），名邦清，字子化，又名葛洁之、郭兴三、葛幼如、李念三、李省吾、周尚德等，男，江苏邳县（一作安徽泗县）占城乡郭宋庄人，中华人民共和国政治人物，曾任山东省人民政府第一副主席、代主席，卫生部副部长。

## 生平
家有15亩薄田，1905年开始读私塾两年后辍学。1913年再入私塾，1915年随私塾编入初小四年级。初小毕业后辍学。1916年9月靠叔伯两家资助入离家18里的古邳镇峄阳高小读书。1918年夏高小毕业考入徐州的江苏省立第七师范学校。1919年五四运动中，当选徐州学生联合会会长、徐属八县学生联合会副会长，发动学生查禁“日货”。1920年春参加徐州马克思主义研究小组。1921年春在徐州马克思主义研究小组基础上发起成立“赤潮社”，石印《赤潮旬刊》，并在创刊号上发表《废孝》文。发行四期后被徐州镇守史陈调元查封并被开除学籍。经学潮斗争，江苏省教育厅恢复了该校被开除的25名学生的学籍。郭子化又在家乡参加新邳学会，参与创办《新邳》杂志。1923年夏从七师毕业。“实业救国”“教育救国”，与人创立“峄黄植树公司”，在岠山（占城镇与八路镇边沿）四周创办4所小学，被当地土豪劣绅纵火烧掉家宅。1924年春去东南大学补习班学习。1924年夏考取北京的朝阳大学。1924年9月由顾作则介绍加入中国国民党北京特别市支部，任市党部宣传部干事，负责学运。1924年10月由同学李时兴介绍加入中国社会主义青年团。
1926年7月投笔从戎，持国民党北京市党部写给中国国民党中央执行委员于树德的介绍信赴广州参加北伐军，在国民革命军总政治部（主任邓演达、副主任郭沫若）社会股干事，后调入国民革命军第24师（叶挺部队）政治部总务科长。1926年10月由第24师政治部宣传科长吴亚鲁、干事冯汝良介绍加入中国共产党。1927年6月，中共汉口市委决定立即结束国民党江苏省党部驻汉口党务训练班，委派郭子化组织学员返乡。
1928年3月，化名李省吾，到泗县的马厂集（今属黑塔镇）开中药铺为掩护，任中共泗县特支委员。创建了中共马厂分支部，1928年10月建立泗县商民协会马厂分会发展了70余人。1928年10月下旬，根据中共蚌埠中心县委指示，建立泗县县委，任县委委员、马厂区委书记。1928年底与中共徐海蚌特委巡视员陈欣然化名傅伯和接通关系。1929年3月身份暴露，转移到洪泽湖畔的梅花镇赵庄、白庙圩（今泗洪县金锁镇白庙村），以私塾先生掩护，先后发展党员270多人，建立了赵庄、白庙、西朱庄、沙庄、朱集、侯窝、大树梁、乱彭庄、程嘴、朱湖、青阳等11个党支部，任白庙区委书记。在李立三盲动主义路线影响下，1930年7月为了策应红十五军，郭子化召集白庙全体党员开会，7月11日小孙圩子农民暴动，缴获枪支马匹粮食等物资。又酝酿实施白庙圩农民革命暴动，遭到圩主联合土匪镇压失败，白庙圩党组织遭到全面破坏。8月下旬郭子化去徐州向特委汇报、请示工作，不料特委被破坏，郭子化便转移到沛县二郎庙，化名葛幼如，9月初到微山湖边的孔庄小学义务代课教三年级的国文、历史两课，先后发展了八、九名党员，分别建立了学生党支部和教员党支部。后于1935年白庙圩在郭子化派人指导下恢复建立支部一直坚持到1948年彻底解放。1931年2月19日，受徐州特委负责人冷启英（七师同学、1928年曾任峄阳高小校长）派遣去永城县张家圩子，任县委组织委员，在薛湖区北乡的邵长庄开药铺为掩护，通过治病做群众工作，先后发展了4名党员，建立起党支部。1931年夏兼薛湖区委书记，先后建立了火神店党支部和窑山集党支部。1932年3月底转移到虞山乡小王庄教私塾，并为农民看病为掩护，仍领导薛湖区党的工作。8月中旬永城暴动失败，被徐州特委派到枣庄做工运工作，此前山东省党组织派到枣庄的特委书记田位东、郑乃序都被捕牺牲。10月12日到枣庄矿区，化名庞沛霖，以卖野药的郎中身份，到矿区给工人看病，赶集摆摊看病卖药。10月底，在枣庄老街西门外鸡市租了两间草棚开起药铺（同春堂药店），以行医为掩护，重建枣庄党组织和开展工人运动。1933年建立的几个支部为基础，成立了枣庄矿区工委任书记。1933年4月徐州特委书记冷启英指示枣庄矿区党只与冷启英单线联系，多发展工农党员，以枣庄为中心向外发展，先就近恢复湖西、苏北等地党组织，再逐步恢复徐州特委其他地区的工作。1933年“五一”，矿区工委领导了要求为5000多名外工（即日结的临时工）同样分“花红”的大罢工，采取了公开与秘密相结合、合法斗争与非法斗争相结合的机动灵活的斗争策略，罢工取得了完全的胜利。枣庄矿区党委正式成立并任书记。为社会职业化掩护地下工作，利用各种社会关系先后办起了广仁医院和中西药品运销合作社，公开组织医药公会。
1933年7、8月间，徐州特委负责人冷启英等相继被捕，特委机关及基层组织几乎全遭破坏。从此，枣庄党组织与上级党完全失掉联系。至1934年秋，先后同沛、永、萧、邳、雎、泗等县的不少党员接上了关系，重建了沛县工委，恢复了萧县、铜山3个支部，建立了路套区委。1935年2月，在枣庄召集了各地党的负责人会议，成立中共苏鲁边区临时特委并任特委书记，丛衍瑞任组织委员，张光中任宣传委员，丛林为特委秘书。1935年4月，派郭致远、李韶九进抱犊崮山区了解情况，最后选定首先在大北庄建立工作基点。1936年初为了与上级党取得联系，去西安通过峄阳高小同学、时任杨虎城的秘书宋绮云同中央军委驻沪办事处下属的中共西北特支负责人谢华、徐彬如等建立了组织联系，了解到中央红军已经到达陕北和中共中央关于建立抗日民族统一战线的精神。1936年6月17日在枣庄同春堂药店被中统特务朱大同（曾任徐州特委巡视员、领导力永城暴动发现，即被带往徐州。因朱大同不了解郭子化在永城暴动失败后的活动，李韶九以枣庄矿区医药公会会长的身份保释，次日获释。郭子化回到枣庄部署特委机关安全撤退转移到抱犊崮山区广德堂药店，郭本人经费县去张夏火车站以东的周家庵隐蔽，派丛林到西安向中共西北特支汇报枣庄事件的经过和特委转移的情况。1936年8月底，特委秘书丛林返回抱犊崮山区传达了中共西北特支要郭子化去西安的通知。1936年9月初，郭子化去西安向中共西北特支汇报了特委的情况，9月底返回抱犊崮山区高桥镇召开特委会议传达了中央政策，检查和部署了全盘工作，确定当前的主要任务是大力开展抱犊崮山区的农村建党工作和上层统战工作。1936年冬，由于工作范围的扩大，苏鲁边区临时特委改为苏鲁豫皖边区临时特委仍任书记。1936年冬，中共西北特支改组为中共陕西临时省委，中央任命郭为省委委员。1937年2月初去西安又转赴延安，向中共中央组织部朱理治汇报了特委的工作。朱理治指示；特委反立三路线所规定的方针、政策是符合党中央路线的，特委工作的方式方法也是对头的，并传达了中央批准了苏鲁豫皖边区特委并划归河南省委（省委书记朱理治）领导。1937年5、6月间参加了在延安召开的党的苏区代表会议和白区代表会议。1937年7月初由延安返回鲁南。
1937年10月，苏鲁豫皖边区特委改组，书记郭子化（任），组织委员丛衍瑞、宣传委员何一萍（何冰如）、陶洪瀛（峄县县委书记）、省委代表刘文（余子彬）。河南省委派代表刘文（余子斌）传达省委指示，要特委机关迁到徐州，并要郭和李宗仁谈统一战线，争取公开活动，批评郭在革命形式大发展的情况下仍在山沟里和谁讲统一战线。特委机关迁徐州，郭子化兼做李宗仁第五战区的上层统战工作、兼管徐州市和东南区的苏皖边各县及西南区的豫皖边各县的工作。由丁毅忱陪同，经辛亥元老、郭在徐州读省立七师的老师刘汉川介绍，以延安回家乡抗战的共产党员身份见到了第五战区司令长官李宗仁，达成了建立徐州地方统一战线的协议。李宗仁公开登报聘请郭子化以地方名流身份为第五战区民众总动员委员会委员，以公开身份进行抗日救亡活动。但郭只是挂名委员，没有参加过一次委员会，也从未走进总动委会的门。2月初，李锐、王文彬以及山东平津流亡同学会、本地的青年积极分子一起仿照武汉青年救国团的组织办法，成立“第五战区青年救国团”，苏鲁豫皖边20多个有党组织的县相继成立了分团，实际上受苏鲁豫皖特委的指导。因各县动委会是上层统战组织，关系复杂，苏鲁豫皖特委直接利用各县青救团的组织形式，直接组织和武装抗日青年更为方便、效果快而好。1938年3月，向第五战区游击总指挥李明扬争取到“第五战区人民抗日义勇队”的番号和2000元经费。5月18日徐州沦陷前夕撤回鲁南山区。5月下旬初特委在滕峄边地区的老古泉召开会议决定正式宣布成立人民抗日义勇队总队（1938年6月湖西成立第二总队后，该队始称第一总队）。8月，苏鲁豫皖边区特委撤销，其所辖地区分别成立苏皖、鲁南、苏鲁豫3个特委，郭子化调苏鲁豫皖边区省委任统战部长。1939年10月中旬，山东分局在沂水岸堤召开各地区和军队党的代表会议，郭子化被选为中共七大代表。11月随山东分局书记郭洪涛、八路军山东纵队指挥长张经武率领的山东七大代表团起程赴延安，途径湖西时配合八路军第一一五师政委罗荣桓处理“湖西肃托”事件。1940年10月10日到达延安，进延安马列学院学习。向中央反映湖西肃托事件的实情，中央对此十分重视，专门成立了以中组部长陈云为首的5人小组重新审查湖西“肃托”事件，并多次召开山东代表座谈会，1941年2月中共中央做出《关于湖西边区锄奸错误的决定》。1941年夏到延安杨家岭高级学习组学习。1941年冬进中央党校一部学习，参加了延安整风和审干运动，对其被徐州中统特务朱大同逮捕的历史问题作出“没有问题”的结论，中共七大山东代表团正式通过郭子化为七大代表。
1945年10月和程照轩、朱洪、黄海明、于汀子等由延安出发赴山东。
1949年3月5日在烟台港，和华东局宣传部副部长匡亚明迎接陈叔通、马寅初、包达三、张絅伯、柳亚子、叶圣陶、郑振铎、傅彬然、金仲华、沈体兰、邓康、王芸生、徐铸成、曹禺、赵超构、刘尊棋、冯光灌等27名著名民主人士及家属乘海轮从香港北上赴北平。
1952年“三反”运动中，被强加许多捏造夸大的罪名，被错误地批判斗争。1952年3月，华东局撤销郭子化一切党政职务(逝世15年后的1990年平反)。1952年5月26日至29日，山东省各界人民代表会议协商委员会和山东省人民政府委员会举行联席会议，通过关于巩固“三反”、“五反”运动的胜利，大力开展爱国增产节约运动的决议；宣布了中央人民政府关于省政府副主席郭子化“因犯错误予以撤职”的命令。1952年6月，经华东局批准到上海休养。1954年1月，华东局将郭从行政六级降为行政八级，任命为华东行政委员会民族事务委员会副主任。
1980年7月12日，卫生部党组作出《关于郭子化同志历史结论意见》，推翻了“文化大革命力中强加在郭子化同志头上的‘叛徒’、‘政治错误’等一切诬蔑不实之词”，重新作出了历史“没有问题”的正确结论。
经山东省纪律检查委员会调查复议，认为原定错误不符合历史事实，经山东省委常委研究，并报中纪委批准，决定撤销原处分，为郭子化同志恢复了名誉。1990年4月，山东省委发出《关于撤销对郭子化同志处分、为其恢复名誉的通知》。

## 家人
夫人黄海明：黄火青的胞妹，1926年入团，1927年转党，1928年6月赴苏到莫斯科东方劳动者共产主义大学学习。1930年回国任上海工联女工部长、浦东区委妇女部部长。1933年被捕，羁押于南京模范监狱，1937年抗战国共合作后获释。1938年带女儿赴延安入抗大学习，毕业后任中共中央组织部托儿所所长。在延安中央党校学习期间，与郭子化结婚。1948年后任中共山东省委妇委书记。建国后，历任全国妇联华东区工作委员会副主任，轻工业部造纸工业管理局局长、轻工业部干部司副司长。
长子郭光裕（1923-1945）：1936年在枣庄参加中共地下工作。1937年底赴延安学习。1938年3月延安抗大三期第十大队、第四大队政治队学习。1938年4月入党。1939年5月从延安回山东省委工作，任沂水青年训练班指导员。1939年9月任苏皖边区党委青年科长。1940年12月任泗县、泗南县委宣传部长。1941年1月任泗阳县委书记兼县独立团政委。1941年秋染上肺结核病。1945年1月22日病逝，时年22岁。安葬于泗阳县众兴镇爱园烈士陵园。入选2015年8月24日国家民政部公布第二批著名抗日英烈、英雄群体名录。
子女：郭晓峰
继女郭晓平：中共两广工委书记陆更夫 (1906-1932) 的遗孤，抗战时在延安收养。
养女冷冰：系徐州特委负责人冷启英烈士的女儿。中华人民共和国建立后，郭子化把冷启英烈士的两个女儿接到北京，后送苏联留学。退休后任“中共苏鲁豫皖边区特委研究会”副会长
胞弟郭致远：随郭子化在枣庄参加革命，历任“人民抗日义勇队第一总队”侦察科长直至八路军鲁中军区司令部二科科长。解放后任山东农学院党委副书记兼副院长。

## 纪念
- 山东省费县“中共苏鲁豫皖边区特委纪念馆”